# Castellar de la Muela
Castellar de la Muela – gmina w Hiszpanii, w prowincji Guadalajara, w Kastylii-La Mancha, o powierzchni 21,38 km². W 2011 roku gmina liczyła 37 mieszkańców.